# Jean-Simon Berthélemy

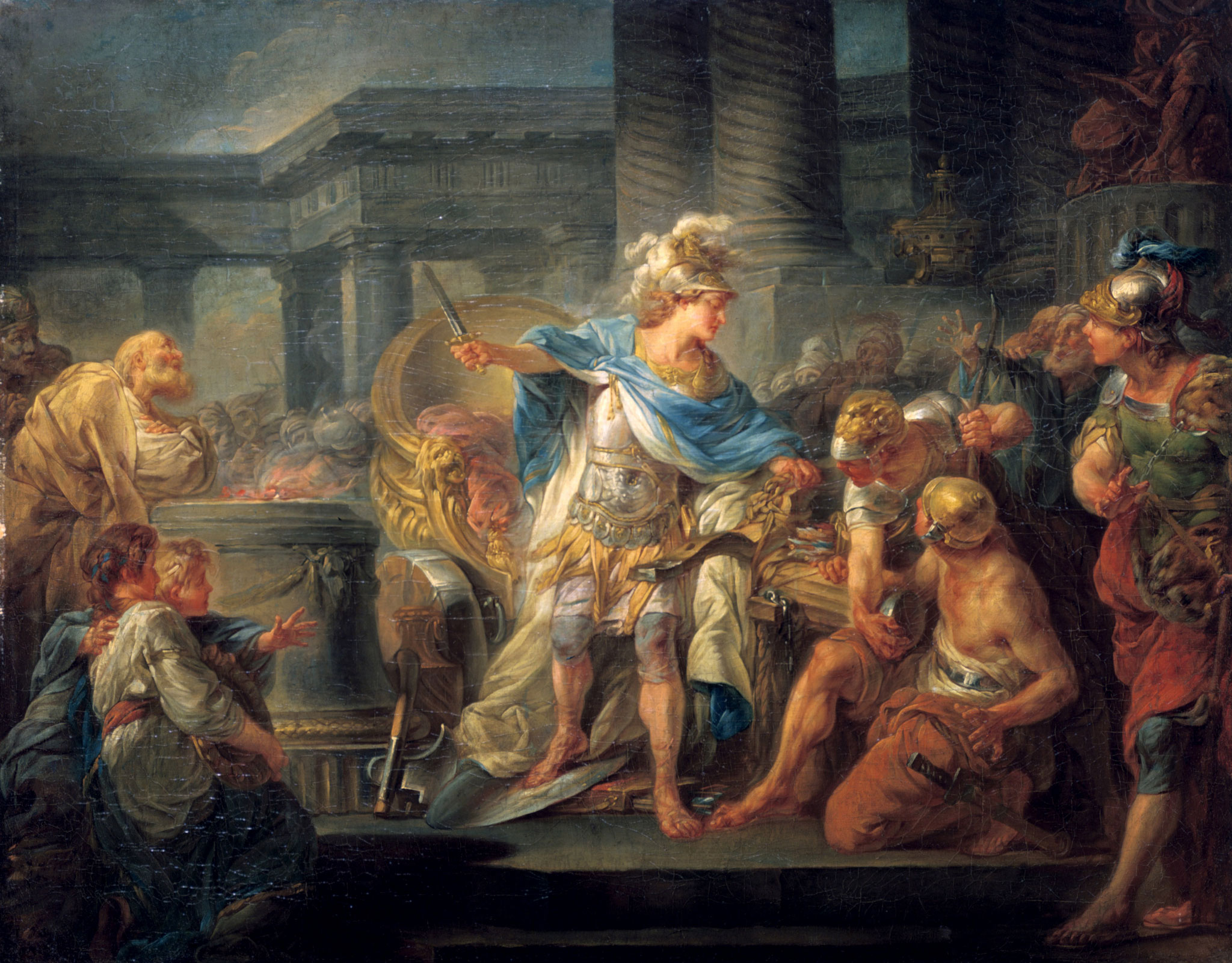
Alexander den store hugger av den gordiska knuten. Verket är av Jean-Simon Berthélemy.

Jean-Simon Berthélemy, född 5 mars 1746, död 1 mars 1811, var en fransk konstnär.